# Saint-Léopardin-d’Augy
Saint-Léopardin-d’Augy ist eine französische Gemeinde mit 364 Einwohnern (Stand 1. Januar 2022) im Département Allier in der Region Auvergne-Rhône-Alpes (vor 2016 Auvergne); sie gehört zum Arrondissement Moulins und zum Kanton Bourbon-l’Archambault. Die Einwohner werden Augyssois genannt.

## Geografie
Saint-Léopardin-d’Augy liegt etwa 24 Kilometer nordwestlich von Moulins am Allier. Umgeben wird Saint-Léopardin-d’Augy von den Nachbargemeinden Livry im Norden, Chantenay-Saint-Imbert im Norden und Nordosten, Aubigny im Osten und Südosten, Couzon im Süden, Franchesse im Südwesten, Limoise im Westen sowie Le Veurdre im Nordwesten.

## Bevölkerungsentwicklung
| Jahr                       | 1962 | 1968 | 1975 | 1982 | 1990 | 1999 | 2006 | 2011 | 2019 |
| Einwohner                  | 629  | 590  | 504  | 436  | 345  | 328  | 357  | 352  | 368  |
| Quellen: Cassini und INSEE |      |      |      |      |      |      |      |      |      |

## Sehenswürdigkeiten
- Ehemalige Kirche Saint-Martin mit Portal aus dem 12. Jahrhundert (seit 1961 Monument historique)
- Ehemaliges Priorat aus dem 11. Jahrhundert (Donjon)
- Schloss Le Plessis aus dem 15. Jahrhundert, Umbauten aus dem 17. Jahrhundert
- Schloss Le Bois aus dem 17. Jahrhundert
- Schloss Autry aus dem 19. Jahrhundert

Siehe auch: Liste der Monuments historiques in Saint-Léopardin-d’Augy